# Izvorne i novokomponovane narodne pesme
Izvorne i novokomponovane narodne pesme sedamnaesti je album pjevačice Lepe Brene, odnosno šesti samostalni. 
Izdan je 11. prosinca 2013. preko izdavačke kuće Grand Production.
Brena album posvećuje svojoj majci Ifeti, koja je preminula godinu dana nakon izlaska albuma.

## Popis pjesama
| Br. | Skladba                        | Trajanje |
| --- | ------------------------------ | -------- |
| 1.  | »Jutros mi je ruža procvetala« | 4:09     |
| 2.  | »Bisenija, kćeri najmilija«    | 3:14     |
| 3.  | »Čuvam ovce kraj zelene jove«  | 2:56     |
| 4.  | »Ah što ćemo ljubav kriti«     | 5:40     |
| 5.  | »U Stambolu na Bosforu«        | 4:16     |
| 6.  | »Snijeg pade na behar na voće« | 3:33     |
| 7.  | »Ah moj Aljo«                  | 3:43     |
| 8.  | »Sejdefu majka buđaše«         | 4:13     |
| 9.  | »Srdo moja ne srdi se na me«   | 2:48     |
| 10. | »Tamburalo momče u tamburu«    | 3:28     |
| 11. | »Magla padnala«                | 4:16     |
| 12. | »Aj, veseli se kućni domaćine« | 2:41     |
| 13. | »Obraše se vinogradi«          | 2:30     |
| 14. | »Mito bekrijo«                 | 5:56     |
| 15. | »Ej, kad sam sinoć«            | 2:32     |
| 16. | »Nad izvorom vrba se nadnela«  | 3:32     |
| 17. | »Ciganine ti što sviraš«       | 4:22     |
| 18. | »Kad zaškripi kapija«          | 3:54     |
| 19. | »Simbil cveće«                 | 3:37     |

## Izdanja
| Regija | Datum              | Format(i) | Izdavač          |
| ------ | ------------------ | --------- | ---------------- |
| Srbija | 11. prosinca 2013. | CD        | Grand Production |